# 维塔利·克利奇科
维塔利·弗拉基米罗维奇·克利奇科（烏克蘭語：Віталій Володимирович Кличко，羅馬化：Vitalii Volodymyrovych Klichko，發音：[wiˈtɑl⁽ʲ⁾ij woloˈdɪmɪrowɪtʃ klɪtʃˈkɔ]；1971年7月19日—），乌克兰职业拳击手，政治人物。现为乌克兰争取改革民主同盟领导人、基辅市长，前乌克兰最高拉达议员。

## 生平
1971年7月19日，生于前苏联吉尔吉斯斯坦别洛沃茲科耶。2004年4月24日，击败南非拳击手科里·桑德斯，成为WBC重量级拳王。2004年12月11日，克利钦科击倒挑战者丹尼·威廉姆斯，成功卫冕。2006年，参选基辅市长，但负于竞选对手列昂尼德·切尔诺韦茨基。2010年4月，克利奇科成为乌克兰争取改革民主同盟（又稱打击党；譯自烏語縮寫「УДАР」）领导人。 2014年2月28日，宣布参加2014年乌克兰总统选举。3月29日，宣布他取消参加总统竞选，将竞选基辅市长。在2014年总统选举中支持彼得·波罗申科，后者最终当选总统一职。

## 家庭
克利奇科之弟弗拉基米尔·克利奇科亦是一位重量级拳王。

## 外部連結
- 官方网站
- 维塔利·克利奇科的Facebook專頁
- 维塔利·克利奇科的X（前Twitter）
- 维塔利·克利奇科的Instagram帳戶
- YouTube上的维塔利·克利奇科頻道
- 维塔利·克利奇科的Telegram